# Poisson dans la culture
Les poissons dans la culture des populations humaines en contact avec ces animaux ont toujours occupé une place particulière. Dans la culture occidentale, les grands poissons prédateurs, en particulier les requins, ont souvent nourri des histoires d'horreur. 
Le poisson a une signification symbolique dans de nombreuses religions. Le poisson est souvent utilisé comme symbole par les chrétiens pour représenter Jésus, ou le christianisme en général. Les évangiles se réfèrent aussi aux «pêcheurs d'hommes» et nourrissent la multitude. Dans le dhamma du bouddhisme, les poissons symbolisent le bonheur car ils ont une liberté totale de mouvement dans l'eau. Souvent dessinées sous la forme de carpes qui sont considérées en Orient comme sacrées en raison de leur beauté élégante, la taille et la durée de vie. Parmi les divinités qui prennent la forme d'un poisson se trouvent Ika-Roa des Polynésiens, Dagon de divers peuples sémitiques anciens, les dieux-requins d'Hawaï et Matsya des Hindous.

## Récits fondateurs

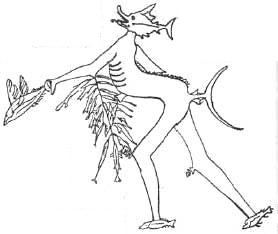
Gravure préhistorique de l'époque néolithique, montrant une silhouette mi-homme mi-poisson et de nombreux poissons.

### Mythologie polynésienne
- Dans la littérature orale de Samoa, Tinilau est un dieu gardien des poissons.

### Mythologie égyptienne
- Le tilapia, poisson qui a coutume de mettre ses petits dans sa bouche en cas de danger et de les laisser ressortir une fois la menace passée, est associé à la déesse Hathor, emblème de la résurrection[1].
- Lorsque Seth découpa le corps d'Osiris en 14 morceaux et les dispersa dans le monde, seuls 13 furent retrouvés. Le 14e (le sexe) avait été dévoré par un poisson.

### Mythologie gréco-romaine
- Triton est une divinité marine, fils de Poséidon et d'Amphitrite. Il est figuré avec une tête et un buste d'homme et une queue de poisson.

### Judéo-christianisme
- Selon la tradition juive, Dieu servira aux justes Léviathan, poisson monstrueux, comme nourriture à la fin des temps.
- Jonas, selon la Bible (Jonas, 2:1), a passé trois jours et trois nuits dans le ventre d'un poisson : « Yahvé fit qu'il y eut un grand poisson pour engloutir Jonas. Jonas demeura dans les entrailles du poisson trois jours et trois nuits. »
- Après sa résurrection, Jésus, sur les bords du lac de Tibériade, prépare sur la braise un repas de poissons pour les disciples. Déjà lors des multiplications des pains, il avait fait distribuer du poisson aux foules affamées.
- Très tôt, le poisson deviendra un symbole majeur du christianisme primitif[2].
- Le poisson est devenu pour les catholiques le repas du vendredi, mais aussi le mets de pénitence et du temps de carême, ainsi que la nourriture ordinaire des religieux[3].

## Légendes du Moyen Âge
- Les sirènes était des êtres mi-femme mi-poisson.

## Astronomie

### Astrologie

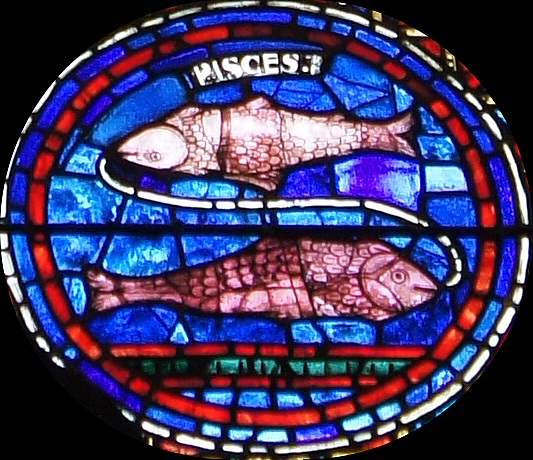
Le signe Poisson de l'astrologie sur un vitrail de la cathédrale de Chartres.

- Poissons (astrologie)
- Poissons (constellation)
- Astrologie populaire
- Ère des Poissons

### Arts

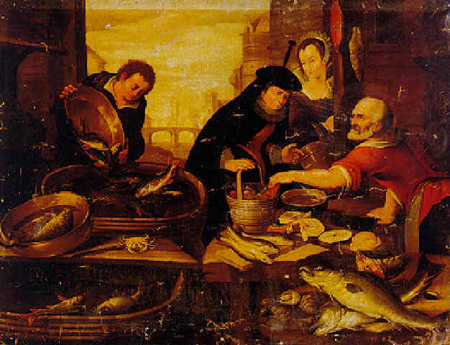
La stalle du vendeur de poissons, huile sur toile attribuée à Arnout de Muyser (XVIe siècle).

#### Arts graphiques et plastiques
- Le poisson rouge de Paul Klee

- Les poissons rouges de Henri Matisse

- Le poisson de Joan Miro

- Le poisson volant de Calder

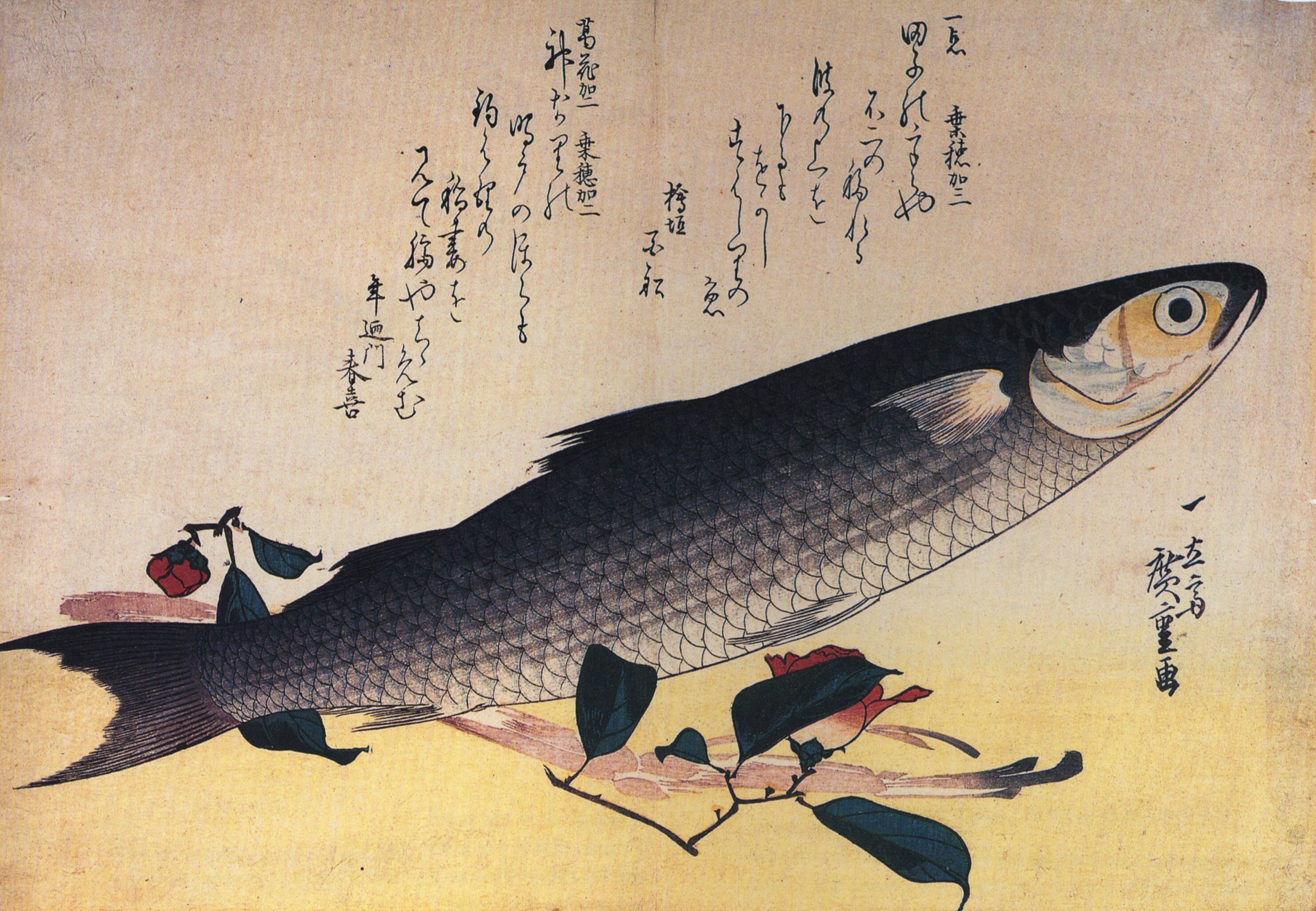
Mulet gris et camélias, estampe de Hiroshige.

Dans diverses cultures, de l'Antiquité à nos jours, le poisson a été l'objet de très nombreuses œuvres.

#### Musique
- La Truite de Franz Schubert.
- Chansons : « la Maman des poissons » et « le Poisson Fa »[4] de Boby Lapointe.
- Chanson enfantine : "Les petits poissons dans l'eau"

#### Cinéma
- Gang de requins, film d'animation.
- Le Cauchemar de Darwin, film documentaire portant sur la pêche de la perche du Nil dans le Lac Victoria.
- Le Monde de Nemo, film d'animation avec comme héros un poisson clown.
- Les dents de la mer, film dramatique et de suspens dans la station balnéaire d'Amity

#### Poésie
- Sardines à l'huile et  Les poissons mélomanes  poèmes issus des Petites élégies falotes  du recueil La négresse blonde de Georges Fourest.